# Tidofeld
Tidofeld ist seit 1996 ein eigenständiger Ortsteil der ostfriesischen Stadt Norden und hat rund 1000 Einwohner (Ende 2016), die sich auf einer Fläche von lediglich 0,47 km² verteilen. Der Ortsteil ist baulich komplett mit dem Stadtkern verwachsen. Bis in das Jahr 1952 war Tidofeld ein Teil der Gemeinde Lütetsburg.

## Geschichte
Der Name Tidofeld geht auf ein im 17. Jahrhundert an dieser Stelle erbautes Schloss zurück. Es wurde durch Tido Freiherr zu Innhausen und Knyphausen (1582–1638) errichtet. Der Freiherr Tido war ein Bruder des Feldmarschalls Dodo zu Innhausen und Knyphausen.
Besondere Bedeutung erlangte Tidofeld dadurch, dass nach dem Zweiten Weltkrieg in einem ehemaligen Barackenlager der Wehrmacht (Marine-Durchgangslager) ein Vertriebenenlager mit 6000 Bewohnern (eines der größten Lager Deutschlands) entstand. Inmitten des Lagers wurde eine Baracke zu einem Kirchengebäude umfunktioniert. Sie war Vorläuferin der 1961 erbauten Gnadenkirche und – nach deren Profanierung – des heutigen Dokumentationszentrums.

## Sehenswürdigkeiten

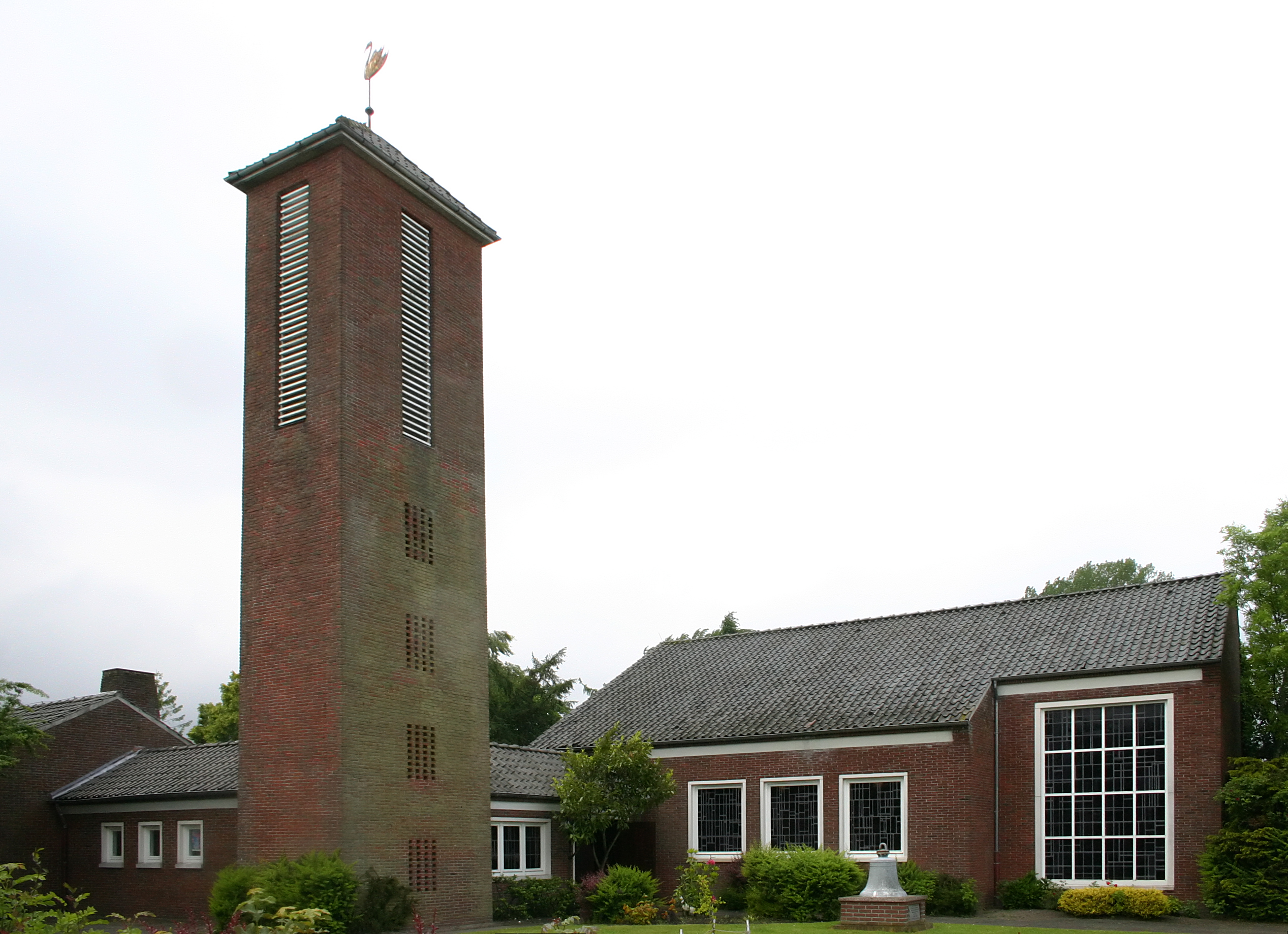
Gnadenkirche Tidofeld (erbaut 1961), heute Dokumentationszentrum zur Geschichte der Vertriebenen

Zu den Sehenswürdigkeiten Tidofelds gehört eine Dauerausstellung in der profanierten evangelisch-lutherischen Gnadenkirche Tidofeld, die Flucht und Vertreibung von Bewohnern der ehemaligen deutschen Ostgebiete sowie das Vertriebenenlager Tidofeld dokumentiert. Dieses Projekt steht unter der Schirmherrschaft des früheren niedersächsischen Ministerpräsidenten David McAllister.  Margot Käßmann, ehemalige Landesbischöfin der Evangelisch-lutherischen Landeskirche Hannover, war bis zu ihrem Rücktritt ebenfalls Schirmherrin des Dokumentationszentrums.